# Aeroportul Keibane
Aeroportul Keibane (IATA: NRM, ICAO: GANK) este un aeroport din Bamako, Bamako⁠(d), Bamako Capital District⁠(d), Mali ce deservește zona Nara⁠(d).
Situat la o altitudine de 271 m, aeroportul dispune de o singură pistă.